# 2017年凌天航空直升機事故
2017年凌天航空直升機事故，是發生在台灣2017年6月10日中午約11點56分，一架隸屬凌天航空，用於空拍的貝爾206直升機（機號B-31118），在齊柏林團隊進行《看見台灣II》空中勘景，原先規劃飛行路線為玉里—瑞穗—豐濱—成功，其途中發生的意外事件。
直升機墜於花蓮縣豐濱鄉大港口附近山區，機體本身被完全摧毀，機上並無載有黑盒子，機組員包括導演齊柏林（52歲）、助手陳冠齊（25歲）、機師張志光（52歲），3人全數喪生。
此外，據拍攝公司台灣阿布電影公司透露，該公司名下擁有的空拍用攝影設備也全部損毀。

## 事件經過

### 拍攝作業開始

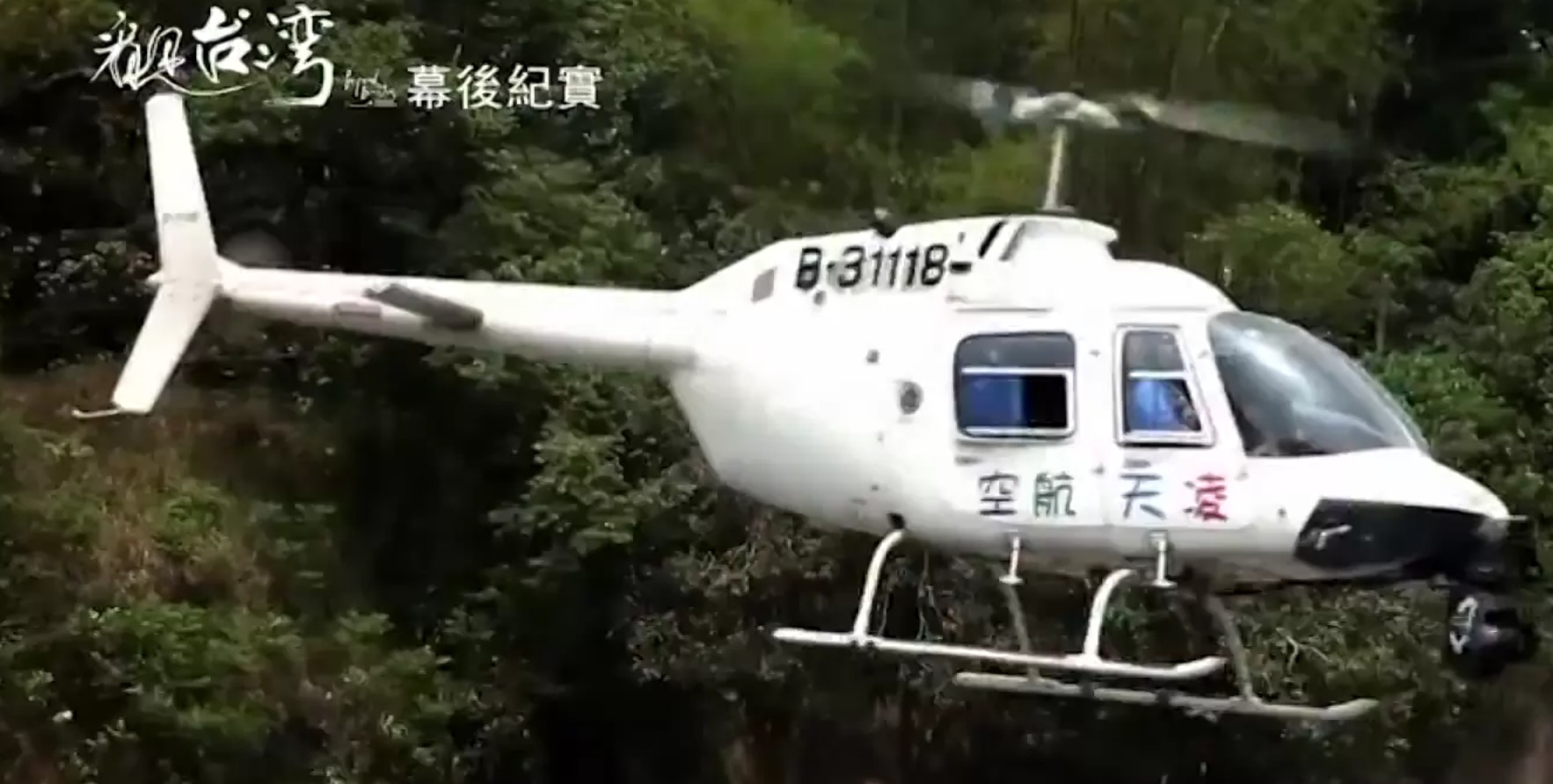
事故的凌天航空直升機

凌天航空營業處長黃為君表示，導演齊柏林的拍攝工作是從6月9日開始，直升機先從台中國際機場起飛後，先拍攝了4至5小時後，當天下午4時許降落在向民航局申請的屏東臨時起降場；第二天（6月10日）早上6時許，導演齊柏林再搭直升機，從屏東臨時起降場起飛，拍攝墾丁風光，拍攝約1個多小時，8時許成功降落後，近9時許再從屏東臨時起降場起飛。

### 意外發生過程
凌天航空營業處長表示，第二趟任務從屏東臨時起降場起飛後，拍攝時間經過約1個多小時，前往台東池上臨時起降場，池上鄉鄉長張堯城在6月27日表示，齊柏林最後是出現在池上鄉的法林寺，在參拜後離去才發生事故，齊柏林導演一直以法林寺為池上的臨時停機處，每次都會在此地加油、禮佛還虔誠地奉上香油錢後才繼續工作，10日原本與寺廟住持相約上午10時抵達，直到10時32分才抵達並短暫休息、加油、加水後，10時57分才飛往花蓮。
齊柏林與機師、助手隨後從池上鄉法林寺起飛，進行第三趟拍攝，約1個多小時後與公司、塔台失聯，疑因漏油迫降豐濱鄉山區長虹橋附近產業道路附近的協進農牧場園內，傳出墜機意外，飛機起火墜毀，3人全數罹難。
花蓮縣消防局表示，勤務中心是在昨上午11時56分接獲民眾第一通報案電話，當時1位阿嬤報案說，看見一架飛機冒黑煙，還聽到爆炸聲，12時15分報案者趕赴現場發現飛機殘骸及遺體，機體被發現時只剩機翼完整。消防局獲報後立刻派出6輛消防車、救護車及11名警消前往現場搶救。消防隊員在12時21分抵達現場，拉了3條水線將火勢撲滅。

### 失事現場
警消說，抵達現場已全面燃燒過後，當時火勢不大約1人高，只是控制樹枝殘火，10分鐘後就發現有三名罹難者。其中1人掉落在機外，另2人在機艙內一左一右，相距約1公尺。
港口派出所副所長林正洋表示，飛機殘骸散落的範圍約方圓10公尺，因3人都已成焦屍無法辨識，已報請檢察官到場相驗。據民眾報案轉述，當時目視約200公尺就可見飛機冒黑煙有漏油，飛機疑似要迫降在附近的一處沙洲，不料隨後就看見墜毀在山區一處果園內，還聽到爆炸聲。

### 事故調查
2017年6月11日，花蓮地方法院檢察署新聞稿全文：
《看見台灣》（編按：《看見台灣II》，以下同。）空拍直昇機墜毀山區事件，本署檢察官會同飛行安全委員會等單位到場共同會勘採證，以鑑定墜機原因，另會同法醫相驗以確認墜機前最後飛行狀態及死者身分。

《看見台灣》空拍直昇機墜毀花蓮豐濱地區山區事件，於今日上午八時三十分，由本署檢察官陳靜誼帶同法醫研究所蕭開平法醫團隊及飛行安全調查委員會顧問共同前往花蓮市立殯儀館相驗，以確認死者身分及死亡前之最後飛行狀態，另由本署主任檢察官王怡仁帶同飛行安全調查委員會調查小組、民航局、花蓮縣警察局鑑識人員共同前往墜機現場實地鑑定、採證，並請凌天航空及目擊證人到場協助。為釐清墜機原因，鑑識人員並前往目擊證人看見直昇機時之地點，詳細說明直昇機於墜落前之飛行路線及狀況。經實際比對墜機地點現況、直昇機墜落後機體殘骸所呈現之狀態、目擊證人指述情形及遺體所呈現之狀況綜合判斷，初步排除排除直昇機曾經勾拉電線、流籠纜線或於空中起火燃燒等情形，另三遺體均呈左側撞擊，不排除直昇機於墜機前最後一刻，機體呈左傾狀態。綜觀已獲取之證據，仍不排除直昇機係因機械故障、駕駛操控或氣候風向等因素造成不幸，後續將由飛航安全調查委員會移動直昇機殘骸、發動機及相關重要零件，送往實驗室拆解比對，查明確實墜機原因。另法醫相驗採集之檢體已即刻送往法醫研究所鑑定其DNA以確認身分，並尊重家屬意願，將三具遺體全部送往臺北第二殯儀館暫行冰存以等候DNA鑑定結果。
2017年7月5日，消息指出，飛安會正在調查事故原因，因為該事故中編號B-31118的貝爾206直升機，未配置黑盒子，飛安會拆解直升機發動機引擎後，已送至美國原廠進行預計的相關檢驗，以進行更深一步的調查。
凌天航空所屬的此架貝爾206直升機，是加拿大製造，機上的勞斯萊斯發動機是美國生產，原廠及美國國家運輸安全委員會、加拿大運輸安全委員會，都有派人參與調查，估計得到結果須耗時2到3個月。

### 調查結果
2018年10月31日，飛航安全調查委員會公布最終調查報告，因缺乏事故機的操作狀況及發動機狀態資訊，加上機上人員全罹難，事故機又撞擊且起火燃燒，部分殘骸無法鑑定分析，因此以人員訪談、維護紀錄、現場勘驗、殘骸檢視、藥物檢驗、測試模擬及機載影像分析，來研判本事故的可能肇因及風險因素。
根據阿布電影公司裝設在直升機上攝影機拍攝到的影片畫面，共錄下72段影片、共46分2.81秒，最後一段關鍵影片是2分17秒，高度在1,200呎至1,400呎，之後高度呈現下降。而直升機主旋翼低轉速燈有亮起，旋翼轉速從原本約97%，降為52%至37%，並出現異常抖動，但不知為何原因進入低轉速，且在11時54分15秒至11時54分27秒時，直升機在12秒鐘內高度從海拔850呎降至580呎，距離地面只有285呎，也就是不到100公尺，比正常下降率高。終因高度過低，可能改正不及而墜毀。
事故發生屬於綜合因素，包括正駕駛張志光血液存在抗組織胺、偏高的飛航時間、直升機長時間震動、低空山區飛行，以及夏日高溫環境等，造成飛行員可能處於疲勞或生理與心理表現能力降低的狀態。調查結果對凌天航空與民航局提出18項改善建議，包括參照國內外既定規範，建立藥物使用指南，提供駕駛員及航醫使用藥物參考準則、以及直昇機飛航環境風險評估、飛航組員的疲勞風險管理，及應用簡式飛航紀錄器等以提升飛安。